# 강 (생물학)
강(綱)은 생물 분류 단계 중 하나로 문의 아래이고 목의 위이다.
예를 들어, 고양이를 분류하는 데 있어 포유강은 척삭동물문보다 아래이며 식육목의 위가 된다.

## 역사
생물 분류에 있어서 독자적 단계를 가지는 '강'은 프랑스 식물학자 J.P.투르네포르가 1694년 그의 저서 '식물의 세계'(Eléments de botanique)에서 처음 사용하였다. 칼 폰 린네가 1735년 그의 저서 '자연의 체계'(Systema Naturae)에서 계 (생물학)를 광물계, 식물계, 동물계로 나누는 데에 강이라는 표현을 사용하였으며, 그 이후 문 바로 아래의 최상위 분류 개념을 가리키는 명칭으로 자리잡았다.

## 같이 보기
- 계통분류학
- 분지학
- 계통학
- 분류학